# العلاقات الجامايكية البيلاروسية
العلاقات الجامايكية البيلاروسية هي العلاقات الثنائية التي تجمع بين جامايكا وروسيا البيضاء.

## مقارنة بين البلدين
هذه مقارنة عامة ومرجعية للدولتين:
| وجه المقارنة                                              | جامايكا       | روسيا البيضاء                    |
| --------------------------------------------------------- | ------------- | -------------------------------- |
| المساحة (كم2)                                             | 10.99 ألف     | 207.60 ألف                       |
| عدد السكان (نسمة)                                         | 2.95 مليون    | 9.50 مليون                       |
| الكثافة السكانية (ن./كم²)                                 | 268.43        | 45.76                            |
| العاصمة                                                   | كينغستون      | مينسك                            |
| اللغة الرسمية                                             | لغة إنجليزية  | اللغة البيلاروسية، اللغة الروسية |
| العملة                                                    | دولار جامايكي | روبل بلاروسي                     |
| الناتج المحلي الإجمالي (بليون دولار)                      | 14.77 مليار   | 54.44 مليار                      |
| الناتج المحلي الإجمالي (تعادل القوة الشرائية) بليون دولار | 24.79 مليار   | 168.35 مليار                     |
| الناتج المحلي الإجمالي الاسمي للفرد دولار أمريكي          | 5.23 ألف      | 5.74 ألف                         |
| الناتج المحلي الإجمالي للفرد دولار أمريكي                 | 8.88 ألف      | 18.18 ألف                        |
| مؤشر التنمية البشرية                                      | 0.719         | 0.798                            |
| رمز المكالمات الدولي                                      | +1876         | +375                             |
| رمز الإنترنت                                              | .jm           | .by، .бел                        |
| المنطقة الزمنية                                           | 00            | ت ع م+03:00                      |

## منظمات دولية مشتركة
يشترك البلدان في عضوية مجموعة من المنظمات الدولية، منها:
| علم المنظمة | اسم المنظمة                               | تاريخ انضمام جامايكا | تاريخ انضمام روسيا البيضاء |
| ----------- | ----------------------------------------- | -------------------- | -------------------------- |
|             | مؤسسة التمويل الدولية                     | 31 مارس 1964         | 2 نوفمبر 1992              |
|             | منظمة حظر الأسلحة الكيميائية              | ?                    | ?                          |
|             | الأمم المتحدة                             | 18 سبتمبر 1962       | 24 أكتوبر 1945             |
|             | الاتحاد الدولي للاتصالات                  | 18 فبراير 1963       | 7 مايو 1947                |
|             | منظمة الشرطة الجنائية الدولية             | ?                    | ?                          |
|             | البنك الدولي للإنشاء والتعمير             | 21 فبراير 1963       | 10 يوليو 1992              |
|             | الاتحاد البريدي العالمي                   | ?                    | ?                          |
|             | المركز الدولي لتسوية المنازعات الاستشارية | 14 أكتوبر 1966       | 9 أغسطس 1992               |
|             | وكالة ضمان الاستثمار متعدد الأطراف        | 12 أبريل 1988        | 3 ديسمبر 1992              |
|             | يونسكو                                    | 7 نوفمبر 1962        | 12 مايو 1954               |

## وصلات خارجية
- موقع وزارة الخارجية الجامايكية
- موقع وزارة الخارجية البيلاروسية